# Wehrkreis III
Het Wehrkreis III (Berlin)  (vrije vertaling: 3e militaire district (Berlijn)) was een territoriaal militaire bestuurlijke eenheid tijdens de Weimarrepubliek, en later van het nationaalsocialistische Duitse Rijk. Het bestond vanaf 1920 tot 1945.
Het Wehrkreis III (3e militaire district) was verantwoordelijk voor de militaire veiligheid van zijn gebied en de bevoorrading en training van delen van het leger van de Reichswehr of de Wehrmacht in het gebied.

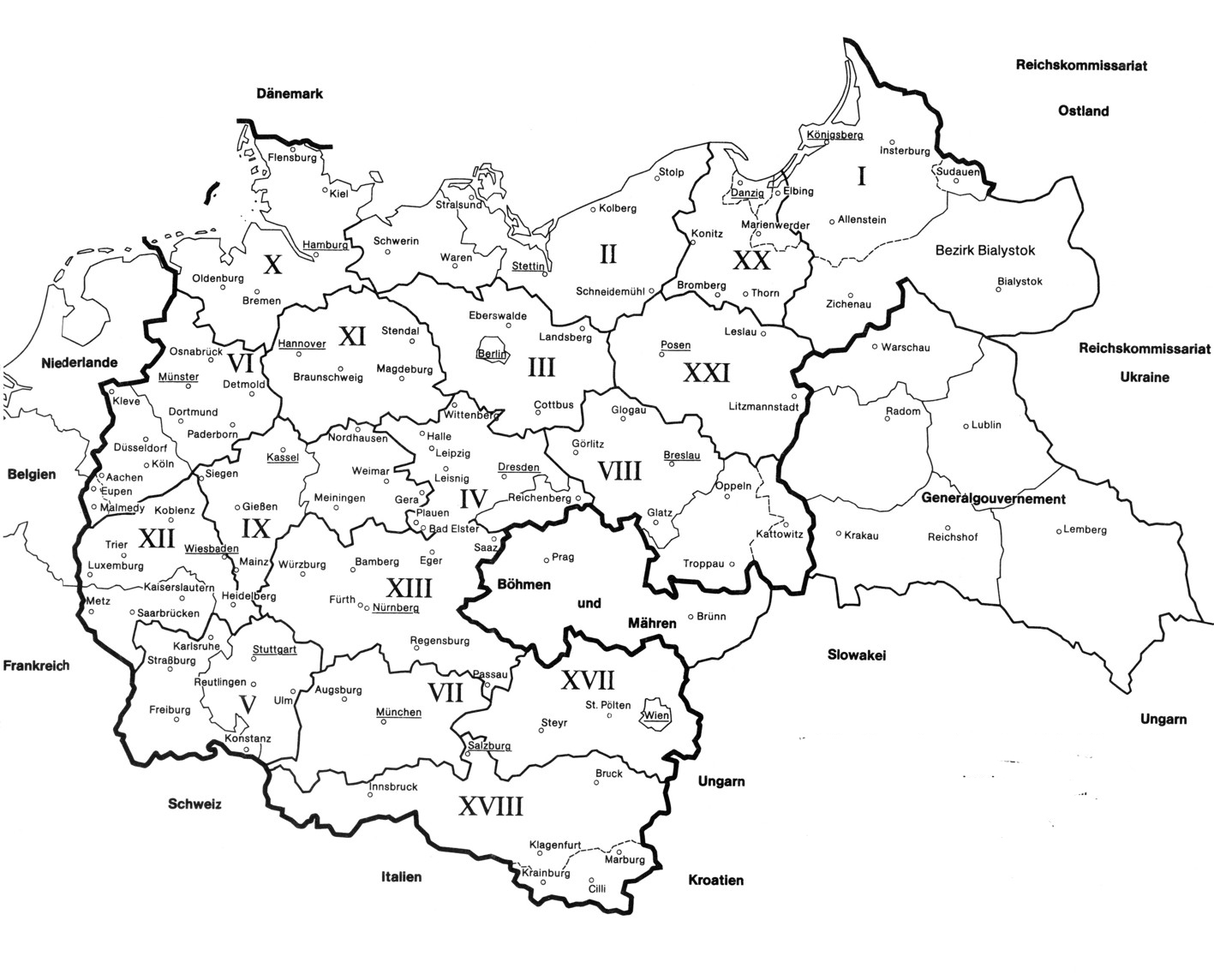
Kaart van de Wehrkreise in 1943-1944.

Het Wehrkreis III  (3e militaire district) omvatte aanvankelijk Berlijn, de provincie Brandenburg, Silezië en een deel van de Grensmark Posen-West-Pruisen (provincie). In 1935 werd Silezië afgescheiden van Wehrkreis III, toen Wehrkreis VIII  (vrije vertaling: 8e militaire district) gevormd werd.
Het hoofdkwartier van het Wehrkreis III  (3e militaire district) was gevestigd in het latere AEG-gebouw aan de Hohenzollerndamm in Berlijn-Schmargendorf.
Het Wehrkreis III  (3e militaire district) werd opgedeeld in drie Wehrersatzbezirk (vrije vertaling: drie reserve militaire districten) Berlijn, Potsdam en Frankfurt (Oder).

## Bevelhebbers[1]
| Rang                   | Naam                                   | Begin            | Eind                 | Opmerking |
| ---------------------- | -------------------------------------- | ---------------- | -------------------- | --------- |
| Generalleutnant        | Hermann Rumschöttel                    | 8 februari 1920  | 15 juni 1921         |           |
| Generalleutnant        | Richard von Berendt                    | 16 juni 1921     | 3 augustus 1921      |           |
| Generalleutnant        | Rudolf von Horn                        | 3 augustus 1921  | 31 januari 1926      |           |
| Generalleutnant        | Otto Hasse                             | 1 februari 1926  | 1 april 1929         |           |
| Generalleutnant        | Rudolf Schniewindt                     | 1 april 1929     | 1 oktober 1929       |           |
| Generalleutnant        | Joachim von Stülpnagel                 | 1 oktober 1929   | 31 december 1931     |           |
| Generalleutnant        | Gerd von Rundstedt                     | 1 februari 1932  | 1 oktober 1932       |           |
| Generalleutnant        | Werner von Fritsch                     | 1 oktober 1932   | 1 februari 1934      |           |
| Generalleutnant        | Erwin von Witzleben                    | 1 februari 1934  | 10 november 1938     |           |
| General der Artillerie | Curt Haase                             | 10 november 1938 | 26 augustus 1939     |           |
| Generalleutnant        | Franz Maria von Dalwigk zu Lichtenfels | 26 augustus 1939 | 28 februari 1943     |           |
| General der Infanterie | Joachim von Kortzfleisch               | 1 maart 1943     | 24 / 25 januari 1945 |           |
| Generalleutnant        | Bruno von Hauenschild                  | 26 januari 1945  | 6 / 20 maart 1945    |           |
| General der Pioniere   | Walter Kuntze                          | 15 maart 1945    | 2 / 8 mei 1945       |           |

## Politieautoriteiten en SD-diensten
Höherer SS- und Polizeiführer (HSSPF)
- August Heißmeyer

Inspekteur der Ordnungspolizei (IdO): 
- Georg Schreyer[19] (1 juni 1939 - 1 april 1940[20])
- Ernst Hitzegrad (1 april 1940 - 16 februari 1942[19])
- Curt Kowalski[19] (16 februari 1942 - 30 september 1942[21]), (m.d.W.d.G.b.)[21]

## Afkorting
- mit der Wahrnehmung der Geschäfte beauftragt (m.d.W.d.G.b.) - vrije vertaling: met de waarneming van de functie belast